# 신상용
신상용(1949년 3월 19일 ~ )은 대한민국의 방송인이다. 

## 학력
- 대광고등학교
- 동국대학교 연극영화과 학사

## 경력
- KBS 안동방송국 편성제작국장
- KBS 예능본부 PD
- KBS 예능운영팀 CP
- KBS 예능본부 편성기획팀장
- KBS 심의평가실 자문위원
- KBS 편성본부 프로그램전략기획팀 국장
- (사)독립제작사협회 사무국 사무총장